# Kekonu
 (juin 2021).
Kekonu est un village du district de Lerik en Azerbaïdjan. Le village fait partie de la municipalité de Bilavər (en).